# Bande criminelle
Pour les articles homonymes, voir Bande et Gang (homonymie).
 (avril 2018).
Si vous disposez d'ouvrages ou d'articles de référence ou si vous connaissez des sites web de qualité traitant du thème abordé ici, merci de compléter l'article en donnant les références utiles à sa vérifiabilité et en les liant à la section « Notes et références ».
Une bande ou un gang est un groupe d'individus, engagés dans des activités criminelles ou délictuelles de nature et d'intensité variables, partageant une culture et des valeurs communes, liées par leur association et le milieu social et urbain où ils vivent. Un de leurs traits caractéristiques est leur promptitude à employer la violence contre les autres bandes et à l'étendre contre à peu près n'importe qui.
La reconnaissance par les pairs passe par l'incarcération et la socialisation passe par la prison : l'individu y fait son éducation et parfois devient le caïd d'un gang par son expérience carcérale. Certains gangs peuvent naître en prison.

## Définitions et origine des bandes
L'étymologie du mot gang réside dans l'allemand Gang, Gehen : marche, marcher. Les Allemands pour parler de gang utilisent le terme Band comme dans le terme « Baader Band », groupe terroriste de la République Fédérale dans les années 1970.
Par extension en français, deux mots anciens évoquent cette marche illégale :
- aller en maraude, marauder, au XVIIIe siècle et durant les guerres révolutionnaires et napoléoniennes consiste pour les soldats à aller chercher du ravitaillement chez les paysans, le plus souvent le voler. Le terme « maraudage » s'est étendu aux civils ayant cette activité, il s'agit donc en droit pénal de vol simple non qualifié.
- vagabonder. Le vagabondage sous l'Ancien Régime en France et au XIXe siècle pouvait valoir l'emprisonnement[1] voire les galères.

Le mot bande vient de l'allemand Binden, signifiant « lier ». La bande est donc ce qui lie ensemble.
Sous l'Ancien Régime, l'armée avait des bandes militaires correspondant à des régiments, les vieilles bandes. Le terme de fanfare militaire ouvrir/fermer le ban évoque cette époque, le ban étant la publication royale visant à réunir ses vassaux pour faire la guerre. Publier les bans se dit aujourd'hui pour annoncer un mariage. Le terme ancien de bandit est équivalent à rebelle délinquant, le mythe du bandit corse illustre cette vision du rebelle.
En France, le mot « gang », qui arrive des États-Unis, est réservé aux organisations criminelles d'adultes comme les nouveaux gangs à Marseille, ou comme dans anti-gang familièrement service de la police chargé de la répression des organisations criminelles et du grand banditisme.
Le terme « bandes » (de jeunes) désigne des associations informelles de jeunes mineurs et de jeunes adultes qui se constituent au sein de certains quartiers, mais ces bandes ne sont pas toutes des associations criminelles.
Le pouvoir politique craignait la constitution de groupes criminels[réf. nécessaire] ; Mandrin, Cartouche sous l'Ancien Régime et les chauffeurs sous la Révolution et au XIXe siècle organisés en bandes, il les a toujours réprimé. Le phénomène des bandes urbaines en France est illustré par la bande à Bonnot, anarchistes criminels, et les Apaches de la rue de Lappe à Paris.
Au Canada et aux États-Unis, on entend par « gang de rue » une bande de jeunes délinquants ou criminels. Cette association est différente du gang par le fait que ce dernier est une organisation criminelle organisée comme Cosa Nostra (la mafia). Le gang de rue correspond à ce que l'on appelle en France une bande de quartier (de banlieue).
L'explication sociologique de ce phénomène de bandes ou gangs remonte à l'analyse qu'en fait Frederic Thrasher de l'école de sociologie de Chicago. Des centaines d'explications sociologiques ont été discutées depuis que Thrasher (1927) a défini les mille trois-cent treize gangs qu'il a observés
Nombre de définitions ont été apportées de ce qui constitue un gang ou un comportement de gangster. La définition préconisée par Sullivan (2005) est la suivante :
Par gang est désigné pour un but heuristique et à l’instar de Sullivan (2005) un regroupement d’individus partageant des codes et des règles de conduites relativement bien définis, et des signes et des symboles distinctifs qui viennent montrer leur appartenance au groupe. Le gang possède également un leadership apparent. Toutefois, afin de les distinguer des groupes sportifs et autres « bandes d’amis », nous suivons Sullivan (2005) en reconnaissant un engagement dans la commission d’actes illégaux, considérés ici comme violence (commerce de drogue, proxénétisme, taxage (racket) scolaire, etc.).

## Situation

### États-Unis
Le gang se réfère souvent aux « gangs organisés de rue » commandant un territoire ou un « hood » (quartier). Les gangs de rue les plus célèbres sont probablement les Bloods, le MS-13, le 18th Street Gang, la Aryan Brotherhood, les Crips originaires de South Los Angeles, avec un taux d’assassinats supérieur à 5 000 morts par an. Les membres de gangs de rue sont issus de quartiers pauvres d'Amérique du Nord et d'Amérique Centrale. Les Bloods et les Crips ont été le sujet de nombreux films hollywoodiens dépeignant la vie de gangster à Los Angeles. Colors, de Dennis Hopper avec Sean Penn, est l'un des premiers du genre. D'autres fraternités telles que des clubs de moto comme les Hells Angels et les organisations criminelles (mafia sicilienne, triades chinoises et yakuza japonais) sont souvent désignés sous le nom de gangs.
Le premier gang de rue aux États-Unis, les 40 Thieves, a commencé vers la fin des années 1820 à New York.
À Los Angeles, le premier gang est les Clanton 14 (C14) (appelé ainsi en référence au quartier où ils vivaient). L'existence du gang de Clanton, actif dans Los Angeles plusieurs décennies durant, a eu pour conséquence de compromettre plusieurs générations de Colombiens et mexicains pourtant bien intégrés vivant en Amérique. Le gang prend conscience de ce problème, et rejette les immigrés colombiens et mexicains plus récents et les Chicanos désireux de devenir membres des Clanton. Les exclus fondent alors le 18th Street Gang. Aujourd'hui, les Clanton 14 existent toujours.
En 2011, d'après le National Gang Center des états-unis, 46,2% des membres de gangs aux États-Unis étaient d'origine hispanique, 35,3% étaient noirs et 11,5% étaient blancs
Selon le FBI, il y avait aux États-Unis, en 2011, 1,4 million de membres de gangs répartis dans 33 000 gangs,. D'après le rapport du FBI sur les gangs de 2015 (dernier en date, en 2023), les forces de police indiquent que, durant les deux années précédentes, le nombre de membres de gangs a augmenté dans 49 % des juridictions, est resté stable dans 43 % d'entre elles, et a diminué dans les 8 % restant. Selon la même enquête, les activités criminelles des gangs ont augmenté dans la moitié des juridictions, sont restées stables dans 36 % d'entre elles, et ont baissé dans moins de 14 % d'entre elles. Les gangs seraient responsables de 48 % des crimes violents dans la majorité des juridictions, et jusqu'à 90 % des crimes violents dans plusieurs d'entre elles.

### Europe
Comme aux États-Unis, il y a aussi les gangs de rue en Europe : ces bandes sont issues à la fois des quartiers défavorisés et de l'émigration elle-même issue de l'héritage des colonisations anglaise et française.
D'après le Conseil européen, leurs recettes s'élèveraient à 1 % du PIB de l'Union Européenne, soit 139 milliards d'euros. 70 % des groupes criminels opèreraient dans plus de trois États membres. Leurs principales activités seraient le trafic de stupéfiants, la cybercriminalité, la fraude aux droits d'accise, le trafic de migrants et la traite des êtres humains.
- En France, les bandes issues des banlieues des grandes agglomérations (telles que Lyon, Marseille ou encore Bordeaux) et dans les quartiers du Nord de Marseille.
- Les gangs britanniques basés à Glasgow, Liverpool, Londres ou Manchester.
- Les gangs issus des pays de l'Est (par exemple l'Albanie ou la Roumanie).
- En Italie, la Camorra napolitaine, la Ndrangheta calabraise et la mafia sicilienne, organisations criminelles très anciennes.
- En Allemagne, des clans criminels ont été formés sur des bases ethniques (origines en Anatolie et dans le monde arabe) à la fin du XXe siècle.
- En Espagne, la série Entrevias, diffusée par Netflix, présente l'ascension et le rôle d'une cheffe de gang dans un quartier populaire (jouée par l'actrice María de Nati[11]).

#### France
Le niveau de violence, des bandes est moindre en France, mais le phénomène est ancien. Au début du XXe siècle, la presse et les pouvoirs publics s'émeuvent du comportement des Apaches puis dans les années 1960 de celui des blousons noirs. Aujourd'hui, il est fait un rapprochement entre les jeunes des cités et les gangs américains. Dans l'imaginaire du grand public, la bande est toujours rattachée aux actes de délinquance juvénile commis en groupe, mais aussi à l'économie souterraine des banlieues, et pour finir aux émeutes urbaines en particulier celles de 2005.
Le discours sécuritaire de Nicolas Sarkozy qui affirme vouloir « nettoyer au Karcher la banlieue » indique une évolution de la politique de lutte contre la délinquance vers un traitement sécuritaire. On passe d'une politique de la ville orientée sur la rénovation urbanistique et la prévention à une réponse policière et pénales. L'analyse des phénomènes sociaux et culturels qui expliquent ces problèmes est donc très différente et même antagoniste dans ces deux politiques.
L'existence d'une bande délinquante sur près de 70 ans dans un sous quartier proche de la Porte de Clignancourt à Paris peut être observée avec des permanences et mutations remarquables :
- identité du nom à long terme : bande du Talus, qui correspond à l'ancienne voie de chemin de fer.
- composition ethnique évolutive : franco-polonaise au milieu des années 50[15], en 2018 origine turque[16].
- adaptation des techniques criminelles utilisées : "dépouille"[17] et vol de métaux non ferreux dans les immeubles, puis braquages et racket, puis trafic de stupéfiants[18].
- territoire à peu près fixe : Leibnitz, Firmin Gémier, Belliard, Ney.

## Crime organisé
Selon Hailsworth et Young (2005), le crime organisé est un groupe d'individus, pour qui la participation au crime a un intérêt personnel (la plupart du temps financier). Les groupes criminels organisés ne sont pas homogènes entre eux. Leur compétence varie, depuis les groupes d'amateurs incapables jusqu'aux réseaux de véritables professionnels aguerris et socialement implantés, dont certains membres peuvent même être des personnalités publiques reconnues. Plus ils sont compétents et organisés, plus ils savent masquer leurs activités et sont difficiles à traquer. L'organisation de certains groupes atteint un niveau tel que l'on parle alors de « syndicat du crime ».

## Gangs de prison
Les gangs de prison sont des bandes de détenus qui arnaquent les autres détenus plus faibles. Il y avait des prisons connues pour leurs gangs dont la Prison d'Alcatraz - San Francisco qui était réputée pour certains dangereux détenus comme Al Capone…

### Aryan Brotherhood
Le 28 juillet 2006 aux États-Unis, après une enquête fédérale de six ans, quatre chefs de la Aryan Brotherhood, un violent gang de prison « militant » pour la suprématie de la race blanche, ont été condamnés pour racket, meurtre et conspiration. Né au milieu des années 1960, ce gang connu sous le nom de « The brand » ou « The rock » dans le système pénitentiaire américain, est célèbre pour être une branche du groupe paramilitaire pour la suprématie blanche « the Aryan Nations ». Avec le gang Nazi Lowriders, ils se considèrent comme des soldats de la Aryan Brotherhood.

#### Activités
En plus de stimuler la haine, le racisme, le sexisme et la violence, la Aryan Brotherhood est impliquée dans le trafic de drogue, l'extorsion, le jeu, le racket, ainsi que dans des meurtres à l'intérieur comme à l'extérieur des prisons. Quand ils sont emprisonnés, ces gangsters sont le plus souvent séparés pour limiter la violence dans les prisons. Cependant, ils communiquent ensemble en tapant le code Morse sur les planchers et les murs de leur prison, en criant des mots aztèques et en se passant des messages codés via la famille et les amis enfermés avec eux, ou via l'extérieur, lors des visites.

#### Essaimage vers le monde extérieur et alliance
Au milieu des années 1990, la Aryan Brotherhood a concentré ses efforts de recrutements en dehors des prisons, sur les adolescents blancs de la haute société américaine, notamment dans le comté d'Orange en Californie. Une recherche récente de la police de Buena Park, dans ce comté d'Orange, a mis au jour une alliance entre la Aryan Brotherhood et Public Enemy No. 1 (en). Grâce à la complicité de leurs épouses et petites amies, qui prennent des emplois dans les banques, sociétés de prêt hypothécaire… les gangsters des deux bandes font ensemble du vol et du trafic d'identité. L'argent de ces opérations de vol d'identité est partagé entre les deux gangs puis investi dans leur trafic respectif de méthamphétamine, ou bien investi ensemble.

### Gangs noirs
Les suprémacistes blancs ne sont pas les seuls racistes formant des gangs dans les établissements pénitentiaires. Il y a par exemple des gangs noirs anti-blancs, qui se réclament de la Nation of Islam fondé par Wallace Fard Muhammad en 1935, ou des Black muslim. Le procédé est vicieux et cache bien souvent une réalité inavouable : ni Nation of Islam, ni Black Muslim n'ont de rapport avec ces gangs. Black muslim est le plus grand groupe de musulmans aux États-Unis, aussi respectable et respecté que n'importe quel rassemblement de chapelles chrétiennes, ils ne promeuvent aucune activité criminelle. Le doute peut exister à propos de la « NoI » Nation of Islam qui a eu en son temps des positions radicales, et dont la longue histoire a connu des épisodes violents avec les Blancs.
Selon un rapport de Human Right Watch, dans toutes les prisons, sont pratiqués le viol masculin (70 % des détenus) et l'esclavage sexuel, où le détenu est vendu, au profit du gang.
Gordon James Knowles, chercheur de l'université d'Hawaïla, constatait que « la haine raciale des Noirs envers les Blancs apparaît comme étant la motivation principale du viol en prison, avec quatre fois plus de chance pour que les détenus violents noirs (57 %) et Latinos (51 %) aient victimisé une personne appartenant à une autre ethnie ».